# If All Goes Wrong
If All Goes Wrong är en dokumentärfilm om det amerikanska rockbandet The Smashing Pumpkins som skildrar deras vistelse vid The Orange Peel i Asheville och The Fillmore i San Francisco sommaren 2007. Dokumentären släpptes på dubbel-dvd den 11 november 2008 genom Coming Home Media.
Dokumentären handlar om frontmannen Billy Corgans försök att skriva och debutera ny musik samt om bandets återförening med nya medlemmar. Fokus ligger även på kampen om att förbli relevant som grupp, både konstnärligt och kommersiellt.

## Låtlista

### Disk 1
- If All Goes Wrong – dokumentärfilmen

Bonusmaterial
- Voices of the Ghost Children – om bandets fans
- Interview with Pete Townshend – intervju med Pete Townshend från The Who

### Disk 2
The Fillmore Residency
1. "The Rose March"
2. "Peace + Love"
3. "99 Floors"
4. "Blue Skies Bring Tears"
5. "Superchrist"
6. "Lucky 13"
7. "Starla"
8. "Death from Above"
9. "The Crying Tree of Mercury"
10. "Winterlong"
11. "Heavy Metal Machine"
12. "Untitled"
13. "No Surrender"
14. "Gossamer"
15. "Zeitgeist"

Live from the Floor of the Fillmore
1. "99 Floors"
2. "Peace + Love"
3. "Mama"
4. "No Surrender"
5. "Promise Me"

## Medverkande
- Billy Corgan – sång, gitarr
- Jeff Schroeder – gitarr, bakgrundssång
- Ginger Reyes – bas, bakgrundssång
- Lisa Harriton – keyboard, bakgrundssång
- Jimmy Chamberlin – trummor, gitarr på "Zeitgeist"